# دانه‌پاشلک
دانه‌پاشلک(نام علمی: Thinocoridae) نام یک تیره از راسته سلیم‌سانان است.